# Бакрче (Апастовский район)
Бакрче́ (тат. Бакырчы) — село в Апастовском районе республики Татарстан. Входит в состав Бакрчинского сельского поселения.

## География
Бакрче находится в часовой зоне МСК (московское время). Смещение применяемого времени относительно UTC составляет +3:00.

## История
В «Списке населенных мест по сведениям 1859 года», изданном в 1866 году, населённый пункт упомянут как казённая деревня Большия Бакарчи 2-го стана Тетюшского уезда Казанской губернии. Располагалась при речке Черемшанке, по правую сторону почтового тракта из Казани в Симбирск, в 50 верстах от уездного города Тетюши и в 13 верстах от становой квартиры во владельческом селе Знаменское (Чипчаги). В деревне в 97 дворах жили 1019 человек (517 мужчин и 502 женщины). Была мечеть.
По сведениям переписи 1897 года, в поселении Бокарчи Большие Тетюшского уезда Казанской губернии проживали 1693 человека (826 мужчин, 867 женщин), из них 1681 мусульманин.

## Население
По состоянию на 2010 год в селе проживало 474 человека.
| Численность населения |      |      |      |      |      |      |      |      |      |      |      |      |
| 1782                  | 1859 | 1897 | 1908 | 1920 | 1926 | 1938 | 1949 | 1958 | 1970 | 1979 | 1989 | 2002 |
| 178                   | 1019 | 1681 | 2329 | 1802 | 1699 | 1400 | 1123 | 1132 | 1191 | 1039 | 715  | 619  |

| 2010 | 2015 |
| ---- | ---- |
| 474  | 473  |

Национальный состав села — татары.